# Megachile stomatura
Megachile stomatura är en biart som beskrevs av Cockerell 1917. Megachile stomatura ingår i släktet tapetserarbin, och familjen buksamlarbin. Inga underarter finns listade i Catalogue of Life.